# Keto y Kote
Keto y Kote (en georgiano: ქეთო და კოტე, Keto da kote) es una ópera cómica en tres actos con música de Víktor Dolidze, quien también escribió el libreto basado en la comedia romántica del siglo XIX de Avksenty Tsagareli, Khanuma. Está considerada la primera ópera cómica de Georgia, Keto y Kote se estrenó en Tiflis el 11 de diciembre de 1919. Un éxito inmediato a su estreno, la ópera de Dolidze sigue siendo un clásico popular en Georgia y fue filmada en 1947 con música adicional compuesta por Archil Kereselidze sobre tonadas folclóricas georgianas tradicionales.
Una crítica en Opera de su interpretación en 2003 por el Teatro de ballet y ópera de Tiflis en el Festival de primavera Rishon LeZion descrita como "muy parecida a una zarzuela en estilo con elementos de commedia dell'arte". La historia trata de los jóvenes amantes Keto, la hija de un rico comerciante, y Kote, sobrino de un empobrecido príncipe Levan Palavandishvili. Para casarse, la pareja debe superar varios obstáculos, incluyendo las maquinaciones de dos casamenteros rivales, uno de los cuales está decidido a arreglar un matrimonio entre el tío de Kote Levan y Keto.
Es una ópera poco representada en la actualidad; en las estadísticas de Operabase aparece con sólo tres representaciones en el período 2005-2010, siendo la más representada de Dolidze.